# Ophiopogon lushuiensis
Ophiopogon lushuiensis là một loài thực vật có hoa trong họ Măng tây. Loài này được S.C.Chen mô tả khoa học đầu tiên năm 1988.